# Солнцева, Нина Петровна
Нина Петровна Солнцева (2 мая 1935 — 9 ноября 2004) — доктор географических наук, ведущий научный сотрудник кафедры геохимии ландшафтов и географии почв географического факультета МГУ, зав. лабораторией почвенно-геохимических исследований.

## Биография
Н.П.Солнцева  родилась в 1935 году, в Москве. В 1962 году она окончила географический факультет МГУ. В 60-х и 70-х годах участвовала в научно-исследовательских работах, связанных с ландшафтно-геохимическими поисками рудных месторождений, которые проводились под руководством выдающегося ученого-географа М.А. Глазовской. В этот период сформировалось самобытное научное мировоззрение Н.П.Солнцевой, её подход к изучению геохимических ландшафтов как сложных полифункциональных, но познаваемых географами природных систем.
С 1975 года начинается новый этап в творческой деятельности Н.П. Солнцевой. Она увлекается исследованиями ландшафтов, трансформированных при добыче горючих полезных ископаемых (сернистых углей, нефти, нефтегазоконденсатов), занимается разработкой методологии прогнозного эколого-геохимического картографирования, пространственно-временного моделирования эволюции почв и ландшафтов в зоне техногенеза. Ею сформулированы принципы оценки устойчивости экосистем к техногенным нагрузкам. Результаты этих исследований были опубликованы в 140 работах, в том числе пяти монографиях. Фундаментальная монография Н.П. Солнцевой "Добыча нефти и геохимия природных ландшафтов" вышла в свет в 1998 году и стала настольной книгой для многих специалистов-экологов, работающих в этой области.
Нина Петровна была одним из ведущих в стране экспертов по вопросам оценки воздействия нефтегазовых объектов на окружающую среду, она плодотворно сотрудничала со многими нефтедобывающими компаниями России.
В течение многих лет Н.П. Солнцева читала на географическом факультете разработанные ею лекционные курсы: "Методика изучения трансформированных ландшафтов и мониторинг", "Ландшафтно-геохимические основы экологической экспертизы", "Полевые тематические съемки". Она вложила свои знания, свой опыт практической работы и свою любовь к науке не в одно поколение студентов. Прекрасные по форме и глубоко научные по содержанию лекции Н.П.Солнцевой привлекали насыщенностью информацией, новизной подходов, четким и логичным изложением материала.
Одним из широко пропагандируемых Н.П.Солнцевой научных принципов был следующий: "Не отворачивайтесь от техногенных почв – их изучение дает углубленное понимание природных; технопедогенез – это модель природных процессов, только в очень жестких условиях и с большой скоростью".

## Основные работы
- Солнцева Н.П. Добыча нефти и геохимия природных ландшафтов. М.: МГУ, 1998. 376 с.
- Солнцева Н.П. Методика ландшафтно-геохимических исследований влияния техногенных потоков на среду.//Техногенные потоки вещества в ландшафтах и состояние экосистем. М.: Наука. 1981. с.41-77.
- Геохимическая устойчивость пpиродных систем к техногенным нагрузкам (принципы и методы изучения, кpитерии прогноза).//Добыча полезных ископаемых и геохимия пpиродных экосистем. М.: Наука,  1982. с.181-216.
- Общие закономерности тpансформации почв в pайонах добычи нефти (формы проявления, основные процессs, модели).//Восстановление нефтезагрязненных почвенных экосистем. М.: Наука, 1988. с.23-42.
- Влияние добычи нефти на почвы Большеземельской тундры. Проблемы экологии при pазработке нефтяных и газовых месторождений Крайнего Севера. М.: ВНИИГАЗ. 1995.